# Тваштар
Тваштар (санскр. त्वष्टर्, tvaṣṭar IAST) абоТваштрі (санскр. त्वष्टृ, tvaṣṭṛ IAST) — індуїстська божество ведичної епохи.
Тваштар згадується в Рігведі близько 65 разів, проте спеціально йому не присвячено жодного гімну. Його образ досить блідий і невизначений. Він тримає в руці залізний сокиру, впрягає двох коней в свою колісницю, яскраво сяє і володіє прекрасними руками (як Савитар). Деякі риси Тваштара нагадують грецького коваля-художника Гефесту. Подібно до останнього, Тваштар — вправний майстер, що вміє робити різноманітні предмети: так, він зробив палицю Індри, залізна сокира Брахманаспаті. Він володіє судинами, з яких п'ють боги. Атхарваведа зображує його дідом, що несе чашу здоров'я, повну Сомой (знову рис, які нагадують Гефеста — чашників богів). Він же створив швидкого коня і дає коням швидкість. Тваштар наділяє всі істоти їх формою і розвиває зародок в утробі матері. Ці властивості приписуються йому й у пізніших ведійських текстах. Звідси додаток до нього в Рігведі епітета вішварупа (санскр. viçvarupa — приймає будь-які форми), частіше, ніж по відношенню до інших богів. Як творець живих форм, Тваштар часто змальовується покровителем народжень, що дарує потомство. Він створив один для одного чоловіка і дружину, а також усіляких тварин, що належать йому і що живляться ім. Він загальний батько, бо створив весь світ, і праотець людства, бо перші люди, близнюки Яма і Ями — діти його дочки Сарань, дружини Вівасвата. Бог вітру — його зять, а Бріхаспаті — рідний син. Агні, вироблений десятьма пальцями Тваштара, — також його нащадок, що провів його разом з небом і землею, водами і напівбожественних геніями або жерцями вогню — Бхрігу. Індра також іноді називається сином Тваштара. Тваштар — страж божественного напою Соми, званого «медом» Тваштара. У Тваштара є син Вішварупа («всеобразний»), страж корів. Індра ворогує з сином Тваштара через цих корів, як з самим Тваштара через Соми. У порівнянні з Індрою Тваштар зображується істотою нижчого могутності і сили, тремтячим від страху перед гнівом Індри, не здатним виконати подвиг, заданий йому Індрою. Тісно пов'язаний Тваштар з небесними жінками, дружинами богів, найчастішими його супутницями. Головним чином він згадується разом з богами родинного характеру — Пушаном, Савитаром, Дхатрі, Праджапаті. У деяких текстах Тваштар ототожнюється з Савитар і Праджапаті, в інших — з Вішвакарманом, представниками творчої, плодотворящая сили. У пізнішій міфології Тваштар є одним з дванадцяти світлих божеств — адітьїв, а в Махабхараті і Бгагавата-пурані, один або два рази — уособленням сонця. Тваштар — перший чи первородний, що йде попереду, знає царство богів, що йде в оселі богів між небом і землею, він володіє прекрасним здоров'ям і роздає благополуччя і довговічність; його благають дарувати багатства. Значення самого імені Тваштара, мабуть — «художник, майстер, творець». Невизначеність і невиразність цього міфологічного образу дала привід до різних його поясненням. Деякі вважають його разом з іншими, так само темними міфологічними образами залишком стародавнього класу божеств, витісненого і затемненого пізнішими. Інші вважають його богом року, а треті — чистою абстракцією, що виражає певну діяльність. Досить імовірно, що Тваштар в доведійскій період являв собою творчий характер діяльності сонця.